# Idroscalo di Desenzano del Garda
L'Idroscalo di Desenzano del Garda è un ex idroscalo italiano situato nel territorio del comune di Desenzano del Garda, attualmente sotto competenza del 6º Stormo dell'Aeronautica Militare.

## Storia
L'idroscalo nacque nel 1915 come base per alcuni idroplani che vennero utilizzati, il 23 luglio ed il 27 agosto dello stesso anno, per bombardare la stazione ferroviaria di Riva del Garda.
Dopo la fine della guerra l'aeroporto venne principalmente utilizzato da Gabriele D'Annunzio, che ne fece base stabile per l'"Alcione", soprannome assegnato al Savoia-Marchetti S.59 dello scrittore, che veniva pilotato dal tenente pilota Daniele Minciotti affiancato dal motorista Lorenzo Malfatti.
Il 1º maggio 1926, alla presenza di D'Annunzio, del musicista Arthur Honegger e dell'architetto Giancarlo Maroni, venne inaugurata un'antenna portabandiera in cemento alta circa 20 metri, recante sulla sommità una scultura. Questa scultura, denominata "Colonna Marciana" dal Vate, venne costruita dai militari della base su progetto di Giancarlo Maroni ed è costituita da una sfera terrestre e celeste alata, con sottostanti due cornucopie a formare una cetra. Il pennone è visibile ancora oggi sulla destra dopo l'ingresso, mentre la scultura è stata rimossa per motivi di sicurezza ed è conservata all'interno dei locali della base.
Nel 1927, l'idroscalo, grazie alla sua posizione geografica che offriva sia ottimi spazi di manovra sul lago (circa 55km verso nord e 20 in direzione E-O) sia facili collegamenti via terra con le industrie produttrici, venne scelto come base per la Scuola Alta Velocità, divenuta poi Reparto Alta Velocità. In questa occasione vennero ampliati e costruiti vari hangar ed edifici. Durante questo periodo l'idroscalo ebbe il suo massimo splendore, grazie anche alla conquista, il 23 ottobre 1934, del record mondiale di velocità per idrovolanti a pistoni da parte del maresciallo Francesco Agello, ai comandi del Macchi-Castoldi M.C.72, con la velocità di 709,209 km/h.
Nel 1936 il reparto venne dismesso e l'idroscalo rimase sotto il controllo della Regia Aeronautica prima e dell'Aeronautica Militare poi.
Nel corso degli anni le strutture dell'idroscalo vennero utilizzate anche come luogo di villeggiatura per i militari delle basi di Ghedi e Montichiari e per le loro famiglie, come testimoniato dalla dicitura "Stabilimento Balneare A.M." presente sul muro esterno di uno degli hangar.